# ダマスカス鋼

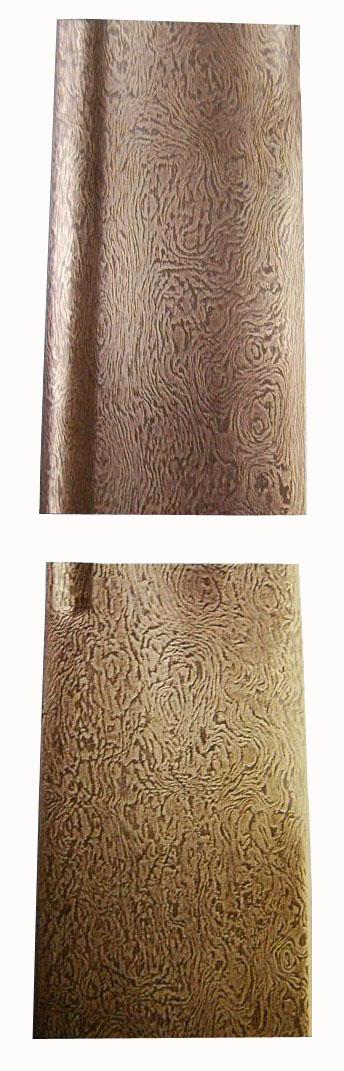
るつぼ鋼の刀身の木目状の模様、ザンド朝あるいは初期ガージャール朝イラン

ダマスカス鋼（ダマスカスこう、英: Damascus steel）とは、木目状の模様を特徴とする鋼であり、古代インドで開発されたるつぼ鋼であるウーツ鋼の別称である。
ダマスカス鋼の名は、シリアのダマスカスで製造されていた刀剣などの製品にウーツ鋼が用いられていたことに由来する。
現在は異種の金属を積層鍛造して模様を浮かび上がらせた鋼材もダマスカス鋼と呼ばれているが、本来のダマスカス鋼の模様はるつぼによる製鋼における内部結晶作用に起因するものである。

## ウーツ鋼
微小なカーバイド(Fe3C)の層からなる模様を特徴とする、るつぼ鋼。ukku はカンナダ語で鋼を意味する。南インドで紀元前6世紀に開発され、世界的に輸出された。その後の学術的な研究により、ほぼ完全な再現に成功していたと思われていたが、ドイツのドレスデン工科大学のペーター・パウフラー博士を中心とする研究グループによる調査で、ウーツ鋼からカーボンナノチューブ構造と思しき管状構造が発見されたことで、現代のウーツ鋼の再現は完全でない可能性が示唆された。
だが、見つかったのは単純な管状構造のみであり、電子顕微鏡の電子線によって空けられたものではないかという指摘がなされ、これについての解答は得られていない。
また、調査対象となった16世紀イラン産の刀剣の素材のるつぼ鋼がどこで製造されたものなのか不明であること、さらに他のウーツ鋼やそれ以外の刀剣との比較研究が為されていないことから、この発見がウーツ鋼全般に共通する特徴とは断言できないとの指摘もある。

## 再現の試み

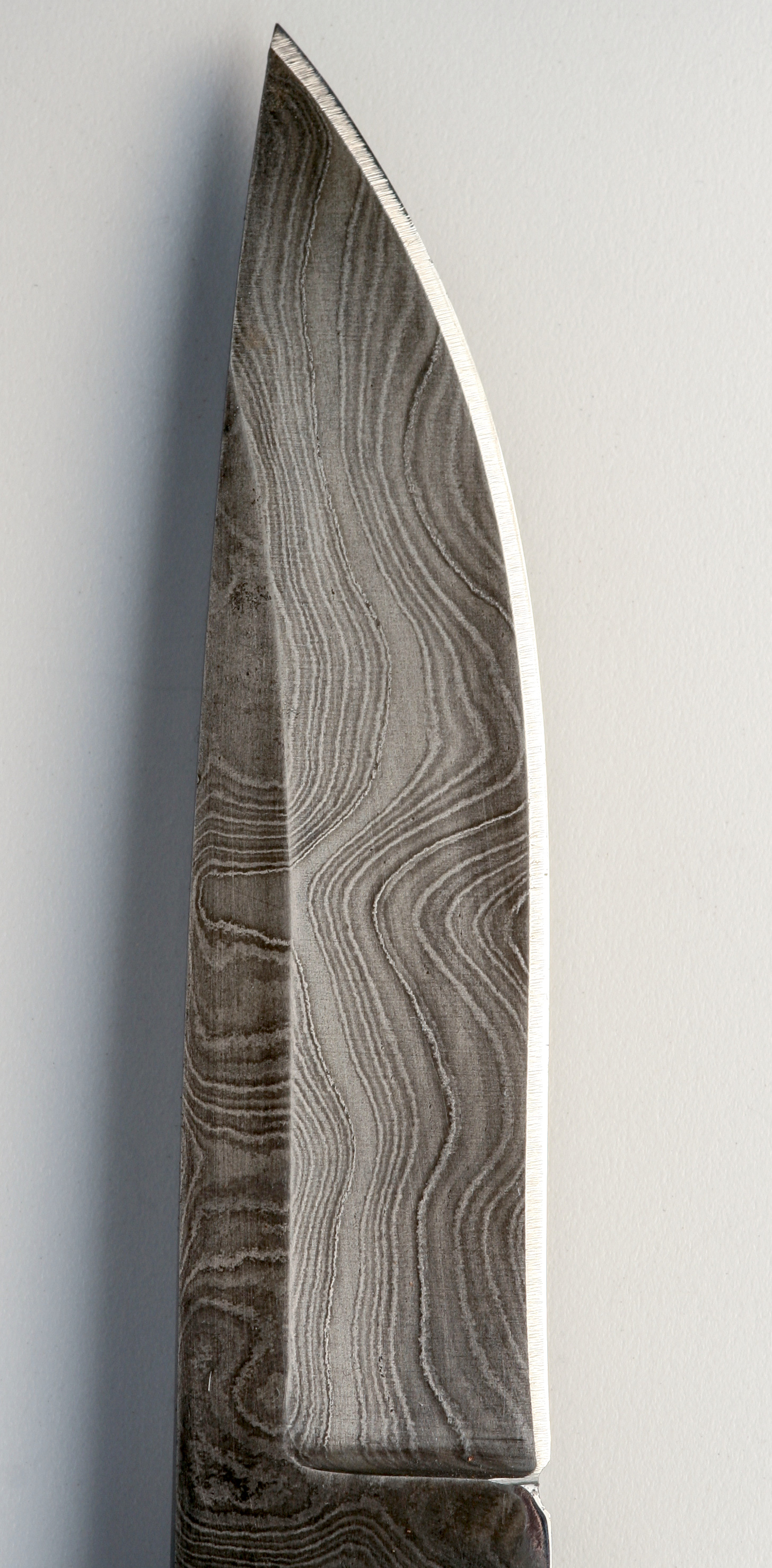
ダマスカス鋼を用いたナイフ

ウーツ鋼によるダマスカス刀剣の製法は失われた技術となっている。高品質のダマスカス刀剣が最後に作られた時期は定かではないが、おそらく1750年頃であり、低品質のものでも19世紀初期より後の製造ではないと考えられる。材料工学者の J. D. Verhoeven とナイフメーカーの A. H. Pendray らは、現存するダマスカス刀剣を解析することにより、当時の製法を再現する試みを行っている。製法はまず、鉄鉱石に木炭や生の木の葉をるつぼに入れ、炉で溶かした後にるつぼを割り、ウーツ鋼のインゴットを得る。次に、ウーツ鋼からナイフを鍛造する。ダマスカス刀剣の特徴となるダマスク模様として炭素鋼の粒子が層状に配列するためには鋼材に不純物として特にバナジウムが必要であったとされる。このことから、ウーツ鋼とダマスカス刀剣の生産が近代まで持続しなかった原因を、インドに産したバナジウムを含む鉄鉱石の枯渇に帰する推測を行っている。また、本研究ではこの模様の再現についても検討を行っている。鍛造中のナイフ表面に縦に浅く彫り込みを入れた後に鍛造を続けることで、彫り込みの形状に沿った模様が生じた。直線状に彫り込んだ場合ははしご模様 (ladder pattern)、丸く彫り込んだ場合はバラ模様 (rose pattern) が生じる様が報告されている。

### 現代のダマスカス鋼
現在、高級ナイフ等に一般的に用いられている「ダマスカス鋼」は、異種の金属を積層し鍛造することで、ウーツ鋼を鍛造した時に現れるものと似た縞模様を表面に浮かび上がらせた鋼材である。素材をモザイク状に組み合わせることで任意の模様を浮かび上がらせることも可能である。模様の映えを優先させる場合、炭素鋼と併せてニッケルが用いられることが多く、表面処理により模様をより浮かび上がらせることが多い。こうした「ダマスカス鋼」は、製法が大きく異なるためダマスカス風の鋼である。
また、鋼製のローラーチェーンやワイヤを鍛造することで製作するチェーンダマスカスやワイヤーダマスカスといった鋼材も知られる。